# Mateusz z Agnone
Mateusz z Agnone, właśc. Prospero Lolli (ur. w 1563 w Agnone, zm. 31 października 1616 w Serracapriola) – włoski kapucyn, mistyk, sługa Boży Kościoła katolickiego.

## Życiorys
Prospero Lolli urodził się w 1563 w Agnone w Isernii. Kiedy miał 18 lat doszło do tragicznego wydarzenia, którego sprawcą był Prospero Lolli. W miejskich dokumentach istnieje wpis o śmierci 6-letniego chłopca, który został śmiertelnie ugodzony strzałą z kuszy. Ojciec, by ochronić go przed gniewem rodziny zmarłego, kazał mu opuścić miasteczko. Prospero studiował medycynę w Neapolu. Następnie wstąpił do kapucynów, przyjmując imię zakonne Mateusz. Przebywał najpierw w Foggii. W Bolonii przyjął święcenia kapłańskie. Zasłynął jako wybitny kaznodzieja i egzorcysta. Zmarł 31 października 1616 w Serracapriola. Kazania zebrane w trzech tomach przechowywane są w klasztorze kapucyńskim w Serracapriola.

## Kult
Proces informacyjny w diecezji w San Severino rozpoczęto 26 kwietnia 1984. Proces beatyfikacyjny rozpoczęto w 1996. W 2002 zebrane materiały przesłano do Stolicy Świętej.